# Huis van Nijman

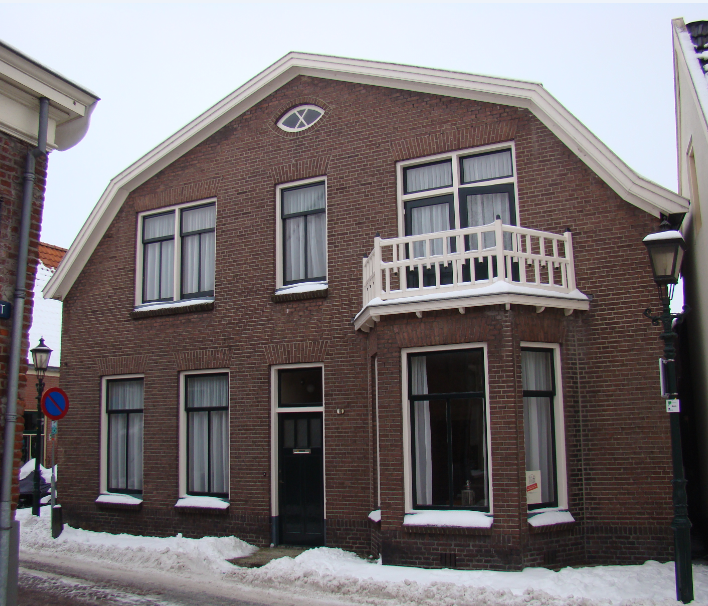
Het Huis van Nijman

Het Huis van Nijman in Bredevoort in de Nederlandse provincie Gelderland is een huis gebouwd omstreeks 1500 en tevens een gemeentelijk monument.

## Geschiedenis
De woning is omstreeks 1500 gebouwd aan de Landstraat. Alleen de kelder met haar kruisgewelf en de achtergevel dateren nog uit die tijd. De rechterzijgevel aan "de geste" stamt uit omstreeks 1800. De voor- en linkerzijgevel werden in 1928 geplaatst toen de woning ingrijpend veranderd werd door Gerrit Nijman. De voorgevel werd toen aanzienlijk teruggeplaatst wat nog precies te zien is aan de huidige voordeurstoep van granito die nog precies de oude gevelrooilijn aangeeft. Door de verbouwing verloor het huis de vakwerkgevel die het voorheen had.